# 邦楽
邦楽（）とは、日本の音楽のこと。和楽（）、国楽（）とも。狭義には日本の伝統的な音楽を指し、広義には日本の音楽全般を指す場合がある。
本項においては狭義の邦楽である、日本の伝統的な民族音楽や古典音楽などを主として説明するが、一部に広義の邦楽も紹介する。
日本のポピュラー音楽（演歌・歌謡曲、J-POPなど）全般を指した「邦楽」という場合もある（欧米のポピュラー音楽である"洋楽"との対になっている）ため、従来の邦楽（狭義の邦楽）を純邦楽（）と呼ぶこともある。資料や時代によって「邦楽」がどの意味で使われているか、文脈に注意して判断する必要がある。

## 歴史
大宝元年（701年）に制定された大宝律令に雅楽寮（うたまひのつかさ）という音楽専門の部署を設置するという記述がある。外国の音楽と世俗の音楽をまとめ宮廷音楽とする試みである。
古代より室町時代前期の千年間に現れた邦楽の要素を大きく分けると、
- 御神楽、東遊などの上代歌舞（国風歌舞）。
- 中国、朝鮮、南アジアなど渡来の音楽を取り入れた宮廷音楽、雅楽。
- 仏典に旋律を加えた歌曲（声明、和讃等）、現代でいう宗教音楽。
- 里神楽や田楽、猿楽などの歌舞芸能。
- 世俗の民衆がはぐくんだ歌曲、現代でいう民謡。

がある。これらが相互に混じりあい多くの邦楽が形成された。この期間に生まれた音楽は現代まで継承されているものも多い。
公的機関による近代的な邦楽後継者育成、邦楽教育は、1887年（明治20年）に設立された東京音楽学校の師範科で箏曲が取り入れられたことに始まる。1929年（昭和4年）に長唄が取り入れられ、学内で選科に昇格。さらに1936年（昭和11年）に邦楽科を昇格した。
この際、講師として学生を指導していた観世流宗家の観世元滋、長唄研精成会の吉住小三郎、長唄の稀音家当主である杉本金太郎が同大教授に任命されている。戦後、邦楽が国家主義的なものだとして学内で批判が行われたものの、東京藝術大学音楽学部が発足した際に教育課程は引き継がれた。

## 邦楽のジャンル一覧
現存のものを中心とする。（関連⇒邦楽のジャンル一覧）
- 雅楽
  - 国風歌舞（御神楽など）
  - 唐楽
  - 高麗楽
  - 謡物
    - 催馬楽
    - 朗詠
    - 今様

  - 現代雅楽
  - 近代に作られた神楽（広義の雅楽として）
- 能楽
  - 能
    - 謡曲
    - 能楽囃子

  - 狂言
- 仏教音楽
  - 念仏
    - 和讃
    - 踊念仏
    - 曲題目
    - ご詠歌

  - 声明

以下は俗楽と総称する場合がある。
- 浄瑠璃
  - 義太夫節
    - 人形浄瑠璃の義太夫節
    - 歌舞伎における竹本（チョボ）
    - 素浄瑠璃としての義太夫節

  - 常磐津節
  - 清元節
  - 新内節
  - 河東節
  - 一中節
  - 宮薗節
- 唄もの
  - 地歌（地唄）
  - 長唄
    - 長唄鳴物（長唄囃子、邦楽囃子）

  - 荻江節
  - 大和楽
  - 東明流
- 俗謡、民謡
  - 歌沢
  - 小唄
  - 端唄
  - うた沢
  - 俗曲
  - さのさ
  - 都々逸
  - 各地の民謡・民舞
    - 「何々節」
    - 「何々甚句」
    - 「何々馬子唄」
    - 「何々追分」
    - 「何々音頭」
- 吟詠
  - 詩吟
- 器楽
  - 箏曲（琴）
    - 筑紫箏
    - 八橋流
    - 生田流
    - 山田流
    - 琴歌

  - 尺八
  - 胡弓
  - 一弦琴
  - 二弦琴
    - 八雲琴
    - 東流二弦琴

  - 琵琶楽
    - 平曲（平家琵琶）
    - 盲僧琵琶
    - 薩摩琵琶
    - 筑前琵琶

  - 和太鼓
- 祭礼音楽
  - 祭囃子
    - 祭太鼓

  - 神楽（御神楽を除く）
  - 田楽
  - 獅子舞
- その他
  - 落語の出囃子

## 邦楽の放送番組一覧

### NHK

#### NHK-FM
日本放送協会(NHK)のラジオ放送NHK-FMでは、午前11時台（初回放送）と午前5時台（前日の再放送）などが純邦楽の時間枠として割り当てられている。
※2015年4月現在。
- 邦楽のひととき（月曜から水曜、11時20分～11時50分 / 再放送：火曜から木曜、5時20分～5時50分）
- 浪曲十八番（木曜、11時20分～11時50分 / 再放送：金曜、5時20分～5時50分）
  - 各日11時～11時20分（翌日5時～5時20分）は『弾き語りフォーユー』を放送している。
- 邦楽ジョッキー（金曜、11時～11時50分 / 再放送：土曜、5時～5時50分）
- 邦楽百番（土曜、11時～11時50分 / 再放送：日曜、5時～5時50分）
- 日本の民謡（日曜、11時～11時50分 / 再放送：月曜、5時～5時50分）
- 能楽鑑賞（日曜、6時～6時55分、再放送枠なし）
- 民謡をたずねて（土曜、12時30分から12時55分、ラジオ第1のサイマル放送）
- 雅楽（元旦の特別放送。15分と短いが元旦の恒例となっている）
  - そのほか、年始には『初春の調べ』、『新春謡曲狂言』などの特別番組がある。

#### NHK Eテレ
（正式名称：NHK教育テレビジョン）
※2016年4月現在。
現在の各番組が扱うのは古典芸能全般である。
- にっぽんの芸能（金曜23時～54分、再放送月曜12時～54分）
- 古典芸能への招待（毎月最終日曜21時～23時）

過去
- 古典芸能入門（1980年-1988年、中学校向け）
- 芸能花舞台（1988年-2011年）
- 日本の伝統芸能（1990年-2011年）

など。

## 広義の邦楽
広義の邦楽は日本の音楽全般を指す場合があり、以下のようなジャンルがある。
- 純邦楽
- 演歌
- 雅楽
  - 現代雅楽
- 民謡
- 流行歌
- 歌謡曲
- フォークソング
- ニューミュージック
  - シティポップ
- ロック
- J-POP
- 日本国国歌（君が代）
- その他